# 기센 (승려)

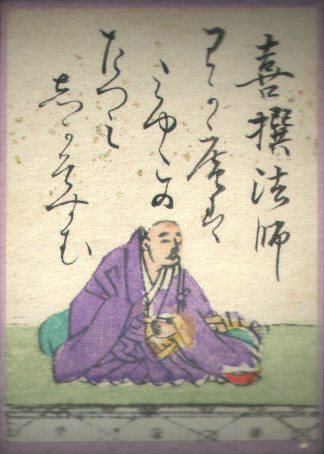
기센 법사 (백인일수 중에서)

기센(일본어: 喜撰, 생몰년 미상)은 헤이안 시대의 승려, 시인이다. 우지 산에서 승려로 수도 생활을 하며 시작(詩作)에 전념해 6가선의 한 사람으로 꼽힌다.

## 와카
```
나의 암자는 수도의 동남쪽, 이렇게 산다. 사람들이 이곳을 우지 산이라 하네.
わが庵は 都のたつみ しかぞすむ 世をうぢ山と 人はいふなり
```